# Campionat del Món de bàsquet masculí de 2023
El Campionat del Món de bàsquet masculí de 2023 serà la 19a edició del Campionat del Món de bàsquet masculí. El torneig se celebrà conjuntament entre Filipines, Japó i Indonèsia entre el 25 d'agost i el 10 de setembre de 2023, sota l'organització de la Federació Internacional de Bàsquet (FIBA), la Federació Filipina de Bàsquet, la Federació Japonesa de Bàsquet i la Federació Indonèsia de Bàsquet.
Un total de 32 seleccions nacionals de cinc confederacions continentals competiran pel títol mundial, l'actual portador del qual és la selecció d'Espanya, vencedor del Mundial de 2019.

## Elecció
Inicialment van ser anunciades quatre candidatures: Rússia, Turquia i les candidatures conjuntes de l'Argentina/Uruguai i Filipines/Japó/Indonèsia. Les dues primeres no van passar el primer tall i només van quedar en la carrera les dues candidatures conjuntes. El 9 de desembre de 2017 la FIBA va notificar l'elecció per decisió unànime de la candidatura presentada per Filipines, el Japó i Indonèsia.

## Classificació
Hi ha 30 places en joc, que juntament amb les pertanyent a Filipines i el Japó, països organitzadors, faran un total de 32. El procés de classificació es realitza de novembre de 2021 fins a febrer de 2023 en una sèrie de sis finestres. Les vacants per confederació continental són: 5 per a Àfrica, 7 per a Amèrica, 6 per a Àsia/Oceania i 12 per a Europa.
| Competició                         | Data                                          | Seu | Vagues | Equips classificats |
| ---------------------------------- | --------------------------------------------- | --- | ------ | --- |
| Països amfitrions                  | —                                             | —   | 2      | Filipines · Japó |
| Classificació de FIBA África       | 22 de novembre de 2021 – 28 de febrer de 2023 | —   | 5      | Costa d'Ivori · Egipte · Sudan del Sud · Angola · Cap Verd                                                               |
| Classificació de FIBA Américas     | 22 de novembre de 2021 – 28 de febrer de 2023 | —   | 7      | Canadà · Estats Units · República Dominicana · Veneçuela · Puerto Rico · Mèxic · Brasil                                  |
| Classificació de FIBA Asia/Oceanía | 22 de novembre de 2021 – 28 de febrer de 2023 | —   | 6      | Austràlia · Xina · Jordània · Líban · Nova Zelanda · Iran                                                                |
| Classificació de FIBA Europa       | 22 de novembre de 2021 – 28 de febrer de 2023 | —   | 12     | Alemanya · Eslovènia · Espanya · Finlàndia · França · Grècia Itàlia · Letònia · Lituània · Geòrgia · Montenegro · Sèrbia |
| Total                              |                                               |     | 32     | 32 |

1. 1 2  La selecció d'Indonèsia no va tenir plaça directa, i en la classificació continental va ser eliminada.[5]

## Sorteig de grups
El sorteig de grups fou realitzat el 29 d'abril de 2023 al Coliseo Araneta (Quezon, Filipines).
La cerimònia del sorteig va ser liderat per el argentí Luis Scola, ambaixador mundial d'aquest campionat i l'alemany Dirk Nowitzki, campió de la temporada 2011 de l'NBA, juntament amb ambaixadors locals dels tres països amfitrions: Lewis A. Tenorio, base de la selecció filipina en la Copa del Món de 2014 i Catriona Gray, Miss Univers de 2018. El japó va estar representat per Takehiko Orimo, president del club Levanga Hokkaido i antic membre de la selecció japonesa i per a Indonèsia, l'actor Raffi Ahmad. La rapera i cantant nord-americà Saweetie i els artistes filipins Billy Crawford i Sarah Geronimo van actuar durant el sorteig.
Per al sorteig, els 32 equips van ser repartits en vuit pots basats en el Rànquing Mundial de la FIBA de febrer de 2023. Les Filipines van ser assignades al Pot 1 com a amfitriona de la fase final del torneig, juntament amb els tres equips millor qualificats: Espanya, Estats Units i Austràlia. Els 28 equips restants seran assignats els Pots del 2 al 8 d'acord amb el Rànquing, amb el Japó co-amfitrió col·locat al Pot 7.
A més, els tres països amfitrions van tenir el privilegi de seleccionar un equip cadascun per acollir a la fase de grups. El Team USA van ser seleccionats per jugar a les Filipines, Eslovènia al Japó i Canadà a Indonèsia. La FIBA cita "motius comercials" per a la selecció que, segons diu, no afectarien el procés de sorteig.
El sorteig va consistir en dos grups d'olles. Els equips dels pots 1, 3, 5 i 7 es van classificar als grups A, C, E i G, mentre que els equips dels pots 2, 4, 6 i 8 es van col·locar als grups B, D, F i H.
Els equips de les confederacions d'Àfrica, Amèrica, Àsia i Oceania no es van poder enfrontar a altres membres de la seva confederació a la fase de grups. A més, cada grup conté almenys un equip d'Europa, però no més de dos. Com a tal, se sap que Montenegro i Mèxic es van empatar en el mateix grup, així com Espanya i Brasil, així com Grècia, Alemanya i Itàlia del Pot 3 no van empatar amb Espanya.

### Sembra
La sembra es va confirmar el 21 d'abril de 2023.
| Pot 1        | Pot 3    | Pot 5                | Pot 7         |
| ------------ | -------- | -------------------- | ------------- |
| Filipines    | Grècia   | Iran                 | Jordània      |
| Espanya      | Itàlia   | República Dominicana | Japó          |
| Estats Units | Alemanya | Finlàndia            | Angola        |
| Austràlia    | Brasil   | Nova Zelanda         | Costa d'Ivori |

| Pot 2     | Pot 4       | Pot 6   | Pot 8         |
| --------- | ----------- | ------- | ------------- |
| França    | Canadà      | Xina    | Líban         |
| Sèrbia    | Veneçuela   | Letònia | Egipte        |
| Eslovènia | Montenegro  | Mèxic   | Sudan del Sud |
| Lituània  | Puerto Rico | Geòrgia | Cap Verd      |

## Seus
| Fase prèvia                     | Fase prèvia                        | Fase prèvia                          | Fase prèvia                       | Fase final                         |
| ------------------------------- | ---------------------------------- | ------------------------------------ | --------------------------------- | ---------------------------------- |
| Okinawa                         | Jakarta                            | Pásay                                | Quezon City                       | Bocaue                             |
| Okinawa Arena Capacitat: 10.000 | Arena de Jakarta Capacitat: 16.500 | Mall of Asia Arena Capacitat: 15.000 | Coliseo Araneta Capacitat: 15.000 | Arena Fil·lipina Capacitat: 16.000 |
| Okinawa Arena                   | Arena de Jakarta                   | Mall of Asia Arena                   | Coliseo Araneta                   |                                    |

## Calendari
| 1F | Primera fase | 2F | Segona fase | QF | Quarts de final | SF | Semifinals | 5-8 | 5è-8è lloc | F | Finals |

| Agost/set. de 2023     | 25 Dv  | 26 Ds  | 27 Dg  | 28 Dl  | 29 Dt  | 30 Dc  | 31 Dj  | 01 Dv  | 02 Ds  | 03 Dg  | 04 Dl | 05 Dt  | 06 Dc  | 07 Dj   | 08 Dv  | 09 Ds   | 10 Dg |
| ---------------------- | ------ | ------ | ------ | ------ | ------ | ------ | ------ | ------ | ------ | ------ | ----- | ------ | ------ | ------- | ------ | ------- | ----- |
| Fase (núm. de partits) | 1F (8) | 1F (8) | 1F (8) | 1F (8) | 1F (8) | 2F (8) | 2F (8) | 2F (8) | 2F (8) | 2F (8) | –     | QF (2) | QF (2) | 5-8 (2) | SF (2) | 5-8 (2) | F (2) |